# Теорија интерфејса (књига)
Теорија интерфејса је књига српског теоретичара медија, историчара филма и режисера Олега Јекнића објављена 2014. године.
Књига разматра питања која су актуелна у савременој теорији медија: шта је интерфејс и која му је улога у комуникацији; шта је медиј; каква је разлика између медија и интерфејса, и у каквом односу они стоје. У њој је дат историјско-аналитички преглед концепта интерфејса, од античких мислилаца до модерних филозофа и теоретичара, као што су Имануел Кант, Анри Бергсон, Морис Мерло-Понти, Маршал Маклуан, Џејмс Гибсон, Лев Манович, Марк Хансен и други. 
У књизи је Јекнић дао и своју оригиналну теорију интерфејса и медија уопште, реконцептуализујући Маклуанов став о мноштву медија — у сопствени закључак о једном медију и мноштву интерфејса (сучеља).
Издавач монографије је Центар за медије и комуникације Факултета за медије и комуникације Универзитета „Сингидунум“ у Београду. Рецензенти издања су професори Миодраг Шуваковић и Новица Милић. Графички је књигу обликовао Борут Вилд.
Књига је настала на основу докторске дисертације „Општа теорија медија заснована на теорији функција интерфејса у интерактивној комуникацији“ одбрањене 2009. године у Београду.